# Oxymoron (album)
Pour les articles homonymes, voir Oxymoron.
Albums de ScHoolboy Q
Habits & Contradictions
(2012) Blank Face LP
(2016)
Singles
1. Collard Greens (feat. Kendrick Lamar)
Sortie : 11 juin 2013
2. Man of the Year
Sortie : 23 novembre 2013
3. Break the Bank
Sortie : 21 janvier 2014
4. What They Want (feat. 2 Chainz)
Sortie : 6 mars 2014
5. Studio (feat. BJ the Chicago Kid)
Sortie : 22 avril 2014
6. Hoover Street
Sortie : 20 mai 2014
7. Hell of a Night

Oxymoron est le troisième album studio du rappeur américain ScHoolboy Q, sorti le 25 février 2014.
L'album s'est classé 1er du Top R&B/Hip-Hop Albums, du Top Rap Albums et du Billboard 200.

## Liste des titres
| No  | Titre                                             | Auteur                                                                                   | Producteur(s)                 | Durée |
| --- | ------------------------------------------------- | ---------------------------------------------------------------------------------------- | ----------------------------- | ----- |
| 1.  | Gangsta                                           | Q. Hanley, N. Wezonga, M. Loving, M. Spears                                              | Nez & Rio, Sounwave           | 3:51  |
| 2.  | Los Awesome (featuring Jay Rock)                  | Q. Hanley, J. McKinzie, P. Williams                                                      | Pharrell                      | 4:12  |
| 3.  | Collard Greens (featuring Kendrick Lamar)         | Q. Hanley, K. Duckworth, A. Morgan, R. Riera, G. Bunn                                    | THC, Bunn (co.)               | 4:59  |
| 4.  | What They Want (featuring 2 Chainz)               | Q. Hanley, T. Epps, M. Williams, M. Middlebrooks                                         | Mike Will Made It, Marz (co.) | 3:06  |
| 5.  | Hoover Street                                     | Q. Hanley, M. Spears                                                                     | Sounwave                      | 6:36  |
| 6.  | Studio (featuring BJ the Chicago Kid)             | Q. Hanley, B. Sledge, S. Thornton                                                        | Swiff D                       | 4:38  |
| 7.  | Prescription / Oxymoron                           | Q. Hanley, M. Spears, W. Brown                                                           | Sounwave, Willie B            | 7:09  |
| 8.  | The Purge (featuring Tyler, the Creator & Kurupt) | Q. Hanley, T. Okonma, R. Brown                                                           | Tyler, the Creator            | 4:54  |
| 9.  | Blind Threats (featuring Raekwon)                 | Q. Hanley, C. Woods, J. Nuamah, G. Evans                                                 | Lord Quest                    | 4:29  |
| 10. | Hell of a Night                                   | Q. Hanley, D. Natche                                                                     | DJ Dahi, JayFrance (co.)      | 4:32  |
| 11. | Break the Bank                                    | Q. Hanley, A. Maman, P. Ryan                                                             | The Alchemist                 | 5:54  |
| 12. | Man of the Year                                   | Q. Hanley, N. Wezonga, M. Loving, R. Radelet, A. Miller, N. Walker, J. Jewel, J. Padgett | Nez & Rio                     | 3:36  |

| 13. | His & Her Friend (featuring SZA)       | Q. Hanley, L. Howard, S. Rowe    | Rocket    | 2:55 |
| 14. | Grooveline Pt. 2 (featuring Suga Free) | Q. Hanley, D. Rice, D. Perkins   | Tae Beast | 4:18 |
| 15. | Fuck LA                                | Q. Hanley, N. Wezonga, M. Loving | Nez & Rio | 3:20 |

| 16. | Gravy   | Q. Hanley, M. Volpe, S. Brunnr, C. Dave      | Clams Casino                  | 2:26 |
| 17. | Yay Yay | Q. Hanley, M. Samuel, Z. Epstein, B. Krueger | Boi-1da, The Maven Boys (co.) | 4:31 |

| 18. | Pusha Man                              | Q. Hanley, D. Perkins                       | Tae Beast | 1:43 |
| 19. | Californication (featuring A$AP Rocky) | Q. Hanley, R. Mayers, N. Wezonga, M. Loving | Nez & Rio | 6:17 |

* (co.) Coproducteur

## Classements hebdomadaires
| Classement (2014)              | Meilleure position |
| ------------------------------ | ------------------ |
| Allemagne (Media Control AG)   | 59                 |
| Australie (ARIA)               | 11                 |
| Belgique (Flandre Ultratop)    | 49                 |
| Belgique (Wallonie Ultratop)   | 68                 |
| Canada (Canadian Albums Chart) | 1                  |
| Danemark (Tracklisten)         | 23                 |
| France (SNEP)                  | 91                 |
| Norvège (VG-lista)             | 28                 |
| Nouvelle-Zélande (RIANZ)       | 7                  |
| Pays-Bas (Mega Album Top 100)  | 68                 |
| Suisse (Schweizer Hitparade)   | 24                 |